# Championnat de Tunisie masculin de volley-ball
 (janvier 2018).
Si vous disposez d'ouvrages ou d'articles de référence ou si vous connaissez des sites web de qualité traitant du thème abordé ici, merci de compléter l'article en donnant les références utiles à sa vérifiabilité et en les liant à la section « Notes et références ».
Le championnat de Tunisie masculin de volley-ball est une compétition de volley-ball en Tunisie.
Cette compétition est très disputée entre les équipes élites du volley-ball national.
À ce jour, c'est l'équipe de l'Espérance sportive de Tunis qui détient le record avec 24 titres remportés, suivie par le Club sportif sfaxien avec onze titres.

## Palmarès
- 1956 : Herzellia Sports
- 1957 : Alliance sportive
- 1958 : Alliance sportive
- 1959 : Étoile sportive goulettoise
- 1960 : Alliance sportive
- 1961 : Étoile sportive goulettoise
- 1962 : Avenir sportif de La Marsa
- 1963 : Avenir sportif de La Marsa
- 1964 : Espérance sportive de Tunis
- 1965 : Espérance sportive de Tunis
- 1966 : Espérance sportive de Tunis
- 1967 : Espérance sportive de Tunis
- 1968 : Espérance sportive de Tunis
- 1969 : Espérance sportive de Tunis
- 1970 : Avenir sportif de La Marsa
- 1971 : Avenir sportif de La Marsa
- 1972 : Union sportive des transports de Sfax
- 1973 : Avenir sportif de La Marsa
- 1974 : Étoile olympique La Goulette Kram
- 1975 : Avenir sportif de La Marsa
- 1976 : Espérance sportive de Tunis
- 1977 : Club olympique de Kélibia
- 1978 : Espérance sportive de Tunis
- 1979 : Club sportif sfaxien
- 1980 : Avenir sportif de La Marsa
- 1981 : Club africain
- 1982 : Club sportif sfaxien
- 1983 : Club africain
- 1984 : Club sportif sfaxien
- 1985 : Club sportif sfaxien
- 1986 : Club sportif sfaxien
- 1987 : Club sportif sfaxien
- 1988 : Club sportif sfaxien
- 1989 : Club africain
- 1990 : Club africain
- 1991 : Club africain
- 1992 : Club africain
- 1993 : Espérance sportive de Tunis
- 1994 : Club africain
- 1995 : Étoile sportive du Sahel
- 1996 : Espérance sportive de Tunis
- 1997 : Espérance sportive de Tunis
- 1998 : Espérance sportive de Tunis
- 1999 : Espérance sportive de Tunis
- 2000 : Étoile sportive du Sahel
- 2001 : Étoile sportive du Sahel
- 2002 : Étoile sportive du Sahel
- 2003 : Club olympique de Kélibia
- 2004 : Club sportif sfaxien
- 2005 : Club sportif sfaxien
- 2006 : Étoile sportive du Sahel
- 2007 : Espérance sportive de Tunis
- 2008 : Espérance sportive de Tunis
- 2009 : Club sportif sfaxien
- 2010 : Saydia Sports
- 2011 : Étoile sportive du Sahel
- 2012 : Étoile sportive du Sahel
- 2013 : Club sportif sfaxien
- 2014 : Étoile sportive du Sahel
- 2015 : Espérance sportive de Tunis
- 2016 : Espérance sportive de Tunis
- 2017 : Étoile sportive du Sahel
- 2018 : Espérance sportive de Tunis
- 2019 : Espérance sportive de Tunis
- 2020 : Espérance sportive de Tunis
- 2021 : Espérance sportive de Tunis
- 2022 : Espérance sportive de Tunis
- 2023 : Espérance sportive de Tunis[1]
- 2024 : Espérance sportive de Tunis
- 2025 : Espérance sportive de Tunis

## Bilan par club
| Club                                  | Titres |
| ------------------------------------- | ------ |
| Espérance sportive de Tunis           | 25     |
| Club sportif sfaxien                  | 11     |
| Étoile sportive du Sahel              | 9      |
| Avenir sportif de La Marsa            | 7      |
| Club africain                         | 7      |
| Étoile olympique La Goulette Kram     | 3      |
| Alliance sportive                     | 3      |
| Club olympique de Kélibia             | 2      |
| Union sportive des transports de Sfax | 1      |
| Saydia Sports                         | 1      |
| Herzellia Sports                      | 1      |